# Micieces de Ojeda (kommunhuvudort)
Micieces de Ojeda är en kommunhuvudort i Spanien.   Den ligger i provinsen Provincia de Palencia och regionen Kastilien och Leon, i den norra delen av landet, 260 km norr om huvudstaden Madrid. Micieces de Ojeda ligger 935 meter över havet och antalet invånare är 102.
Terrängen runt Micieces de Ojeda är huvudsakligen platt, men österut är den kuperad. Runt Micieces de Ojeda är det mycket glesbefolkat, med 3 invånare per kvadratkilometer. Närmaste större samhälle är Alar del Rey, 12,6 km öster om Micieces de Ojeda. Trakten runt Micieces de Ojeda består i huvudsak av gräsmarker.